# Spasitelj (film)
Spasitelj (engl. Savior) je američki film iz 1998. godine. Glavne uloge u ovoj ratnoj drami, čiji je reditelj Predrag Antonijević, a producenti Oliver Stoun i Dženet Jang, tumače Denis Kvejd, Nataša Ninković, Sergej Trifunović, Stelan Skarsgord i Nebojša Glogovac. Premijerno je prikazan 1. maja 1998. godine u SR Jugoslaviji.

## Radnja
Radnja filma počinje u Parizu, 1987. godine, kada Džošua Rouz u islamskom bombaškom napadu ostaje bez supruge i deteta. Kako bi osvetio svoju porodicu, odlazi u obližnju džamiju, i ubija sve vernike koji su se tamo zatekli. Pošto je počinio masovno ubistvo, znajući da mora da pobegne, on se zajedno sa svojim najboljim prijateljem Piterom Dominikom pridružuje francuskoj Legiji stranaca.
1993. godine, Džošua pod imenom Gaj ratuje u Bosni i Hercegovini na strani Srba. Ni prema kome nema milosti ni sažaljenja, pa čak ni prema deci, zato što je Pitera ubila jedna devojčica, bacivši na njega granatu.
Gaj sa Goranom, srpskim vojnikom kojeg je upoznao, i drugim vojnicima odlazi na sastanak sa muslimanskim vojnicima kako bi obavili razmenu zarobljenika. Tada upoznaju Veru, mladu Srpkinju koja je od posledica silovanja u zarobljeničkom kampu zatrudnela, i odlučuju da je odvedu njenim roditeljima. Goran je, iznerviran zbog toga što mu ona ne odgovara na provokacije koje joj je uputio povodom toga što nosi muslimansko dete, šutnuo Veru u stomak, izazivajući tako prevremeni porođaj. Videvši da je Goran spreman da ubije Veru i njeno nerođeno dete, Gaj ga ubija, a njoj pomaže da se porodi, i ona na svet donosi zdravo žensko dete. Njih troje zatim kreću prema Verinom selu, kako bi ona zajedno sa detetom ostala kod svojih roditelja. Međutim, njena porodica odbija da je primi natrag, i zbog sukoba sa njenim ocem i bratom, njih troje napuštaju selo, ali se kasnije, iz bezbednosnih razloga, vraćaju. Stigavši tamo, otkrivaju da je selo napadnuto od strane pripadnika Armije Republike Bosne i Hercegovine, i vide Verinu porodicu, kako ih zajedno sa drugim seljanima odvode muslimanski vojnici.
Vera tada predlaže da odu u neku od bezbednosnih zona, i dok Gaj, sakriven čuva bebu, ona odlazi da izvidi železničku prugu kojom bi mogli da stignu do svog odredišta. Međutim, Veru, zajedno sa još nekoliko civila, zarobljavaju pripadnici Hrvatskog vijeća odbrane. Prateći autobus kojim je Vera odvezena, Gaj, sa bebom u naručju dolazi do obale reke, i ulazi u čamac koji je nasukan na obali. Hrvatski vojnici izvode Veru i ostale zarobljenike iz autobusa, i teraju ih do same obale reke. Verina beba, koja je do tada bila mirna, počinje da plače kada jedan od hrvatskih vojnika, čekićem ubija nekoliko zarobljenika. Čuvši plač svog deteta, Vera počinje da peva uspavanku, kako bi ga umirila. Tada joj prilazi isti vojnik koji je ubio druge zarobljenike, baca je na kolena i ubija je udarcem malja u glavu, a zatim drugi vojnici streljaju ostale zarobljenike. Pošto mu se učinilo da je nešto čuo u nasukanom čamcu, hrvatski oficir mu prilazi, i da bi ostali neprimećeni, Gaj bebi stavlja šaku na usta, kako bi je ućutkao. Ne otkrivši Gajevo skrovište, oficir odlazi i zajedno sa ostalim vojnicima, ulazi u autobus i oni odlaze odatle, a Gaj shvata da je slučajno ugušio bebu. Međutim, oživljava je uz pomoć veštačkog disanja, i odlučuje da nastavi prema nekoj od bezbednosnih zona.
Idući putem, Gaj nailazi na autobus koji prevozi civile do bezbednosne zone Ujedinjenih nacija u Splitu. Stigavši tamo, dete ostavlja u jedno od UN-ovih vozila, baca svoje oružje u more, seda na zemlju, i skrhan bolom zbog svega što je video i učinio, počinje da plače. Tada mu žena, koju je ranije tog dana video u autobusu, prilazi i u ruke mu stavlja Verino dete.

## Uloge
| Uloga             | Originalni naziv uloge | Glumac/Glumica                                                     |
| ----------------- | ---------------------- | ------------------------------------------------------------------ |
| Džošua Rouz — Gaj |                        | Denis Kvejd                                                        |
| Vera              |                        | Nataša Ninković                                                    |
| Goran             |                        | Sergej Trifunović                                                  |
| Piter Dominik     |                        | Stelan Skarsgord                                                   |
| Verin brat        |                        | Nebojša Glogovac                                                   |
| Verin otac        |                        | Miodrag Krstović                                                   |
| Verina majka      |                        | Ljiljana Blagojević                                                |
| Verino dete       |                        | Dajana Radević Sanja Borodenko Aleksandra Borodenko Darka Tošković |
| glavni dželat     |                        | Josif Tatić                                                        |
| hrvatski oficir   |                        | Svetozar Cvetković                                                 |
| Marija Rouz       |                        | Nastasja Kinski                                                    |
| žena iz autobusa  |                        | Vesna Trivalić                                                     |

## Zarada i nagrade
Film je u SAD-u za deset dana, koliko je bio prikazivan u bioskopima, ostvario zaradu od 12903 $ (tokom prvog vikenda prikazivanja 3898 $).
"Spasitelj" je dobio nekoliko nagrada:
- Nagrada "Naisa" - Nataša Ninković za ulogu Vere
- Nagrada publike na Filmskim susretima u Nišu - Nataša Ninković za ulogu Vere
- Nagrada za glavnu žensku ulogu na Filmskom festivalu u Valensijenu - Nataša Ninković za ulogu Vere
- Nagrada za glavnu žensku ulogu na Filmskom festivalu u Sočiju - Nataša Ninković za ulogu Vere
- Nagrada "Pi-Ef-Es" u Sjedinjenim Američkim Državama - Film "Spasitelj" za političku svesnost o miru

## Kritike
- "Spasitelj" je surovo iskren ratni film koji ne žmuri pred činjenicom da se mržnja i predrasude često predstavljaju kao patriotizam.[6]
- Često sam se pitao da li je moguće napraviti antiratni film, zato što su ratni filmovi jako uzbudljivi, i uvek težimo da se poistovetimo sa jednom od zaraćenih strana. "Spasitelj" je pravi antiratni film.[6]
- Mračan na početku, i nepotrebno ublažen na kraju, "Spasitelj" je značajno i pravovremeno ostvarenje.[7]
- Veoma nasilna drama sa jasno izraženim stavom o odmazdi i etničkom čišćenju.[8]
- Ovo je najuticajniji antiratni film ikada napravljen. Režiser Predrag Antonijević nam je pokazao prave užase rata.[9]

## Spoljašnje veze
- Spasitelj na sajtu  (jezik: engleski)